# FDUV
FDUV rf är en intresseorganisation för svenskspråkiga personer med intellektuell funktionsnedsättning i Finland. Förbundet bildades i sin nuvarande form 1971 i Helsingfors. FDUV arbetar för att barn, ungdomar och vuxna med intellektuell eller liknande funktionsnedsättning ska få en jämlik ställning i samhället. Man ordnar bland annat föräldrarådgivning och läger. 
Till FDUV hör också LL-Center och Lärum. LL-Center jobbar med och för lätt svenska i Finland och utger sedan 1990 den lättlästa tidningen Lätta bladet. Lärum utvecklar anpassade läromedel och handleder kring användningen av dem. 
Förbundet är centralorganisation för tio regionala DUV-föreningar och för riksföreningen Steg för Steg.
FDUV sysselsätter cirka 28 anställda varav sju på deltid (2021). Förbundet har sitt huvudkontor på Nordenskiöldsgatan 18 A
i Helsingfors och verkar även i Vasa på Storalånggatan 60. Verksamheten finansierades till största delen med medel från Social- och hälsoorganisationernas understödscentral (STEA). Namnet FDUV är en akronym bildad av det tidigare namnet Förbundet de utvecklingsstördas väl.
FDUV föregick av Samariterstiftelsen, grundad av Sigfrid Törnqvist 1954. Sedan 2020 delar man vart tredje år ut Sigfrid Törnqvist-priset till hans minne.

## Föreningar
Steg för Steg är Finlands enda svenskspråkiga förening för och med personer med intellektuell funktionsnedsättning.  
De regionala DUV-föreningar i Finland är:
- DUV i Karlebynejden
- DUV i Jakobstadsnejden
- DUV i Nykarleby
- DUV i Vasanejden
- DUV i Sydösterbotten
- DUV i Västra Åboland
- DUV i Västnyland och Kimitonejden
- DUV i Mellersta Nyland
- DUV i Östra Nyland
- DUV på Åland